# Éric Desjardins
Éric Desjardins, född 14 juni 1969, är en kanadensisk före detta professionell ishockeyspelare som tillbringade 17 säsonger i den nordamerikanska ishockeyligan National Hockey League (NHL), där han spelade för ishockeyorganisationerna Montreal Canadiens och Philadelphia Flyers. Han producerade 575 poäng (136 mål och 439 assists) samt drog på sig 757 utvisningsminuter på 1 143 grundspelsmatcher. Han spelade även för Sherbrooke Canadiens i AHL och Granby Bisons i LHJMQ.
Han draftades i andra rundan i 1987 års draft av Montreal Canadiens som 38:e spelare totalt.
Desjardins är en enfaldig Stanley Cup–mästare, efter att han vunnit med Montreal Canadiens säsongen 1992–1993.
Efter den aktiva spelarkarriären så jobbade han för Flyers som spelarutvecklingscoach mellan 15 juli 2008 och 15 juni 2009, och sedan dess har han varit entreprenör inom fastighet– och restaurangbranscherna. Han är också involverad i en nationell spakedja "Scandinave Spa", där han är delägare med bland annat sin ishockeykollega Vincent Damphousse.